# Pachydactylus capensis
Espèce
Synonymes
- Tarentola capensis Smith, 1846
- Pachydactylus elegans Gray, 1845
- Pachydactylus tessellatus Werner, 1910
- Pachydactylus leopardinus Sternfeld, 1911
- Pachydactylus mentalis Hewitt, 1926

Statut de conservation UICN

 LC  : Préoccupation mineure
Pachydactylus capensis est une espèce de geckos de la famille des Gekkonidae.

## Répartition
Cette espèce se rencontre en Afrique du Sud, au Botswana, au Zimbabwe, au Mozambique, au Malawi, en Zambie et au Congo-Kinshasa.

## Taxinomie
Les sous-espèces Pachydactylus capensis affinis, Pachydactylus capensis oshaughnessyi, Pachydactylus capensis katanganus, Pachydactylus capensis tigrinus et Pachydactylus capensis vansoni ont été élevées au rang d'espèce.

## Étymologie
Son nom d'espèce, composé de cap et du suffixe latin -ensis, « qui vit dans, qui habite », lui a été donné en référence au lieu de sa découverte, la province du Cap.

## Publication originale
- Smith, 1846 : Illustrations of the zoology of South Africa, consisting chiefly of figures and descriptions of the objects of natural history collected during an expedition into the interior of South Africa, in the years 1834, 1835, and 1836; fitted out by "The Cape of Good Hope Association for Exploring Central Africa" : together with a summary of African zoology, and an inquiry into the geographical ranges of species in that quarter of the globe, vol. 3, Appendix.